# Agitoxina
Agitoxina é uma toxina encontrada no veneno do escorpião Leiurus quinquestriatus hebraeus. Outras toxinas encontradas nesta espécies incluem a caribdotoxina (CTX). CTX é um homólogo próximo da agitoxina. 

## Estrutura
A agitoxina pode ser purificada usando técnicas de cromatografia líquida de alta eficiência.

## Estrutura primária
Três tipos de agitoxina podem ser distinguidas, todas com 38 aminoácidos. São altamente homólogas, diferindo apenas na identidade dos resíduos nas posições 7, 15, 29 e 31.
- Agitoxin-1 Gly-Val-Pro-Ile-Asn-Val-Lys-Cys-Thr-Gly-Ser-Pro-Gln-Cys-Leu-Lys-Pro-Cys-Lys-Asp-Ala-Gly-Met-Arg-Phe-Gly-Lys-Cys-Ile-Asn-Gly-Lys-Cys-His-Cys-Thr-Pro-Lys (peso molecular = 4014.87 Da, fórmula molecular = C169H278N52O47S7)

- Agitoxin-2 Gly-Val-Pro-Ile-Asn-Val-Ser-Cys-Thr-Gly-Ser-Pro-Gln-Cys-Ile-Lys-Pro-Cys-Lys-Asp-Ala-Gly-Met-Arg-Phe-Gly-Lys-Cys-Met-Asn-Arg-Lys-Cys-His-Cys-Thr-Pro-Lys (peso molecular = 4090.95 Da, fórmula molecular = C169H278N54O48S8)

- Agitoxin-3 Gly-Val-Pro-Ile-Asn-Val-Pro-Cys-Thr-Gly-Ser-Pro-Gln-Cys-Ile-Lys-Pro-Cys-Lys-Asp-Ala-Gly-Met-Arg-Phe-Gly-Lys-Cys-Met-Asn-Arg-Lys-Cys-His-Cys-Thr-Pro-Lys (peso molecular = 4100.98 Da, fórmula molecular = C171H280N54O47S8, Número CAS 155646-23-4)